# Chetogena tachinomoides
Chetogena tachinomoides là một loài ruồi trong họ Tachinidae.